# Saint-Napoléon

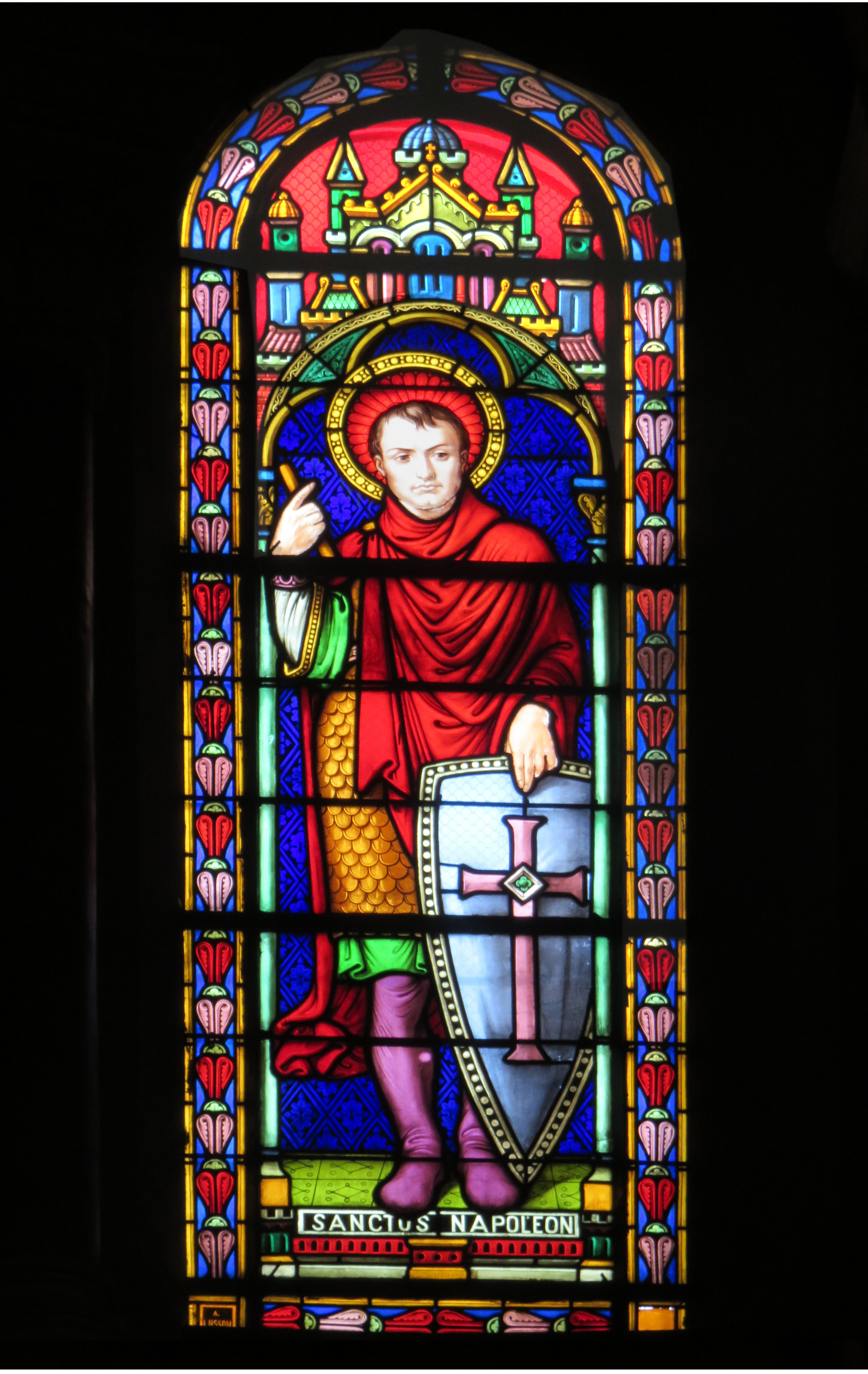
Vitrail de saint Napoléon par Antoine Lusson (1840-1876), en l’église Saint-Louis de Vichy (Allier).

Sous les Premier et Second Empires, la Saint-Napoléon est la fête nationale instituée le jour de la naissance de Napoléon Ier, le 15 août.

## Une fête créée de toutes pièces
Le prénom rare Napoleone semble dériver d'une épithète de saint Nicolas de Bari, dont la statue était revêtue du pallium des archevêques, également appelé  
anabolium. Le saint aurait ainsi été surnommé anabolione, terme ensuite déformé en nabulione puis napoleone. Rappelant cette origine, la presse royaliste attribuait fréquemment à Napoléon le surnom de Nicolas.
Cette mutation phonétique étant tombée dans l'oubli, le gouvernement de l'Empire, désireux de fournir une nouvelle fête nationale, exhuma le nom de saint Néopol ou Néopolus, compagnon de martyre de saint Saturnin, martyr à Alexandrie, fêté le 2 mai. À la date du 15 août, dans le livre Légende Céleste Vie des Saints, publié en 1846, indique que le nom du martyr est devenu Napoléon ou Napoleone « comme il est encore communément appelé chez les Italiens » par « l'usage reçu ». Il le présente comme martyrisé lors de la cruelle persécution des empereurs Dioclétien et Maximien. « Parmi tant de fidèles qui versèrent leur sang pour la défense de la foi, saint Napoléon fut un de ceux qui soutinrent à Alexandrie, avec un courage extraordinaire, pour le nom de Jésus-Christ, les tourments les plus inouïs. »
Letizia Buonaparte, d'après Paul Bartel, dénomma son second fils de ce prénom peu commun, même en Corse, en souvenir d'un oncle Napoleone Buonaparte mort à Corte en 1768. Bartel rapporte les propos suivants de Letizia figurant dans les archives de la famille d'Ornano : « Mon oncle Napoleone, affirmait Letizia, mourut quelques semaines avant Ponte Nuovo, mais il était venu à Corte pour combattre. C'est en souvenir de ce héros que j'ai donné son prénom à mon deuxième fils. »
Le prénom figurait dans la famille Buonaparte depuis que deux frères, Napoleone et Gerolamo Buonaparte, avaient quitté Florence pour la Corse pour accompagner Paul de Barthe, sieur de Thermes, en 1553. Ce dernier avait organisé une expédition militaire pour s'emparer de la Corse à l'encontre des Génois et des Espagnols envoyés en renfort et les forcer à évacuer l'île.    
L'arrière grand-père du futur empereur, dit Sébastiano le Magnifique, eut quatre enfants : Lucien, archidiacre d'Ajaccio, Giuseppe, père de Charles – qui fut lui-même le père de Napoléon – Napoléon, capitaine de milice, mort en 1768, et Gerolamo, curé de San Casciano, à Florence. 
Napoléon Bonaparte, devenu empereur, voulut avoir comme chacun son giorno onomastico catholique et, par un décret impérial de 1806, il imposa donc la célébration d’un saint Napoléon (inexistant au Martyrologe romain) le 15 août, date anniversaire de la signature du concordat de 1801 qui avait rétabli la religion catholique en France. Cette date coïncidait aussi avec l’anniversaire de sa naissance (15 août 1769). 
Décret du 19 février 1806

« Art. 1er. La fête de saint Napoléon et celle du rétablissement de la religion catholique en France seront célébrées, dans toute l’étendue de l’empire, le 15 août de chaque année, jour de l’Assomption et époque de la conclusion du concordat.
Art. 2. Il y aura, ledit jour, une procession hors l’église, dans toutes les communes où l'exercice extérieur du culte est autorisé ; dans les autres, la procession aura lieu dans l'intérieur de l'église.
Art. 3. Il sera prononcé, avant la procession, et par un ministre du culte, un discours analogue à la circonstance, et il sera chanté, immédiatement après la rentrée de la procession, un Te Deum solennel.
Art. 4. etc. »

L’Église romaine ayant émis des réserves à cette célébration peu conforme au droit canonique, le cardinal légat Giovanni Battista Caprara retrouva alors dans le Martirologio Romano un Santo Neopolis (ou Neapolis), martyr du début du IVe siècle, prénom qui devint Napoleo puis Napoleone.

## Le culte des célébrations auXIXesiècle

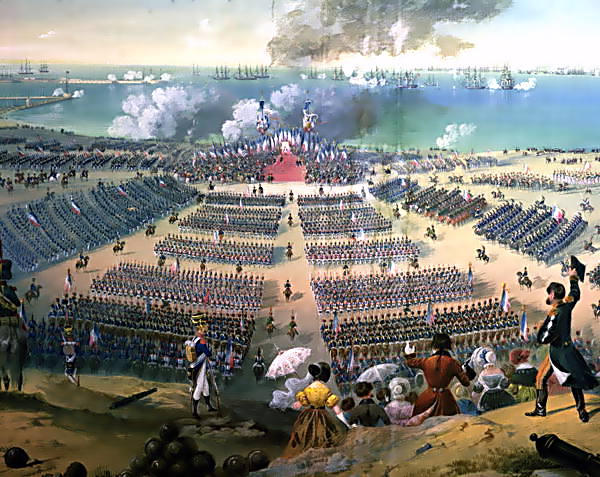
Inspection des troupes à Boulogne, le 15 août 1804.

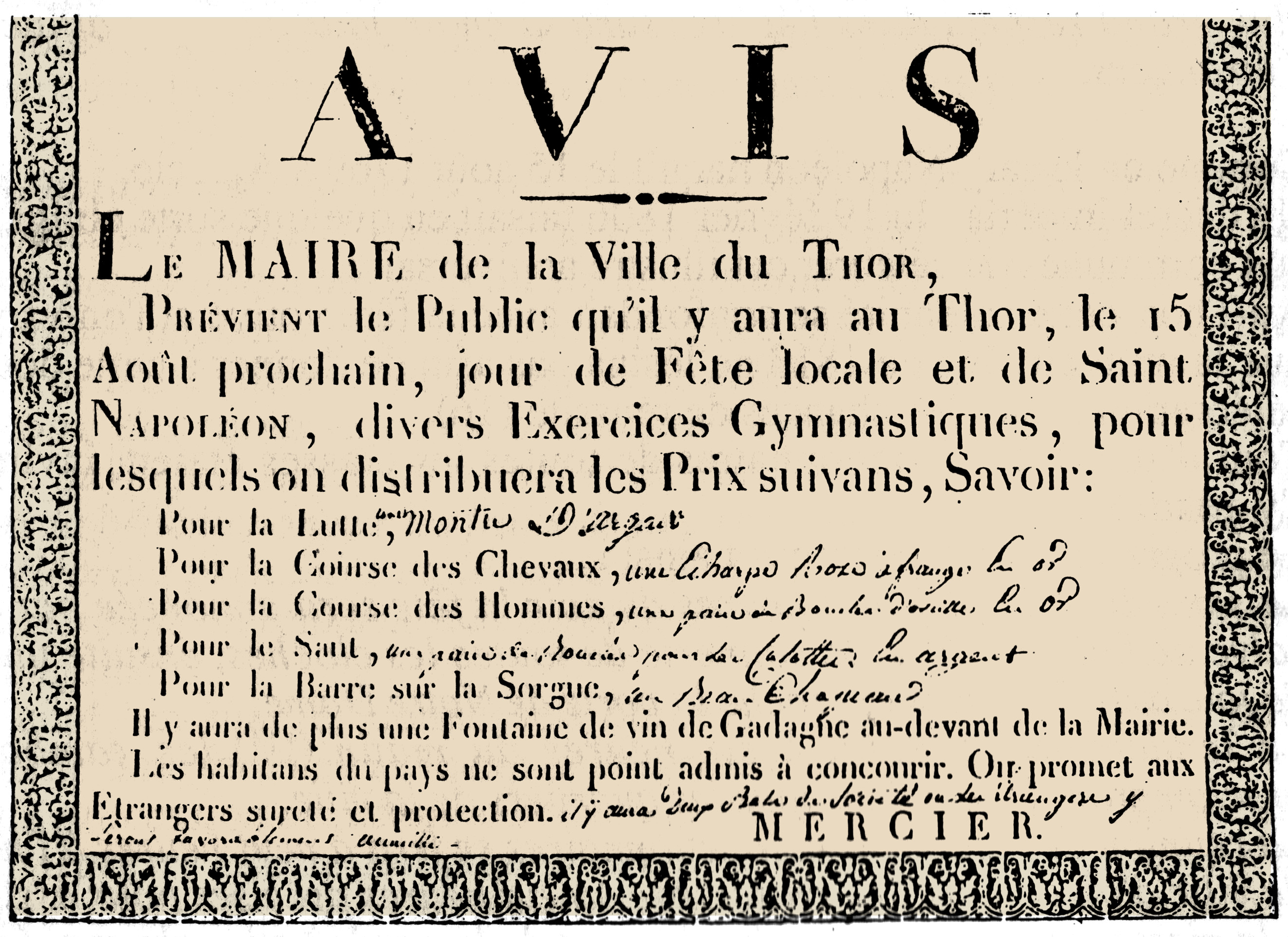
Le Thor (Vaucluse), fête de la Saint-Napoléon, le 15 août 1806

On assista à un regain de créativité dans la première moitié du XIXe siècle dans un fertile paysage festif. Les célébrations politiques pendant le Premier Empire commencèrent à gagner en visibilité dans la vie collective de la nation. En province – à la campagne en particulier – les populations se rassemblent autour des fêtes catholiques ayant rythmé la vie urbaine et rurale au long des siècles, telles Pâques, la Toussaint, l'Assomption et Noël. S'y ajoutait quantité de joyeuses fêtes païennes, dont les plus connues étaient le carnaval et le charivari.  Après les années troubles de la période révolutionnaire, les rites politiques avaient cherché à régénérer le tissu citoyen.
Entre 1806 et 1813, le Premier Empire fit du 15 août la fête nationale française. Cette commémoration coïncidait aussi avec la solennité de l'Assomption, l'un des jalons les plus importants de l'année catholique. Organisées dans tout l'Empire (notamment dans l'Italie napoléonienne), les cérémonies de la Saint-Napoléon furent assez modestes, fournissant surtout aux officiels locaux l'occasion de chanter les louanges de l'Empereur.
Après 1815, fidèles à l'esprit et au style du régime, les fêtes organisées par les Bourbons restaurés adoptèrent un profil relativement plus modéré.
La monarchie de Juillet, qui arracha le pouvoir aux Bourbons en 1830, chercha d’abord à rendre ses fêtes plus proches du peuple. Celui-ci fut donc plus souvent convié et associé aux événements, notamment à travers l’organisation de divertissements vespéraux. Le régime célébra officiellement l'anniversaire de la révolution de 1830 (les 27, 28 et 29 juillet) ainsi que les fêtes de la Saint-Philippe (le 1er mai). 
Cependant, un peu comme la monarchie orléaniste elle-même, ces anniversaires étaient toujours marqués par l'ambivalence. D'un côté, leur promotion des valeurs et institutions libérales (en particulier un roi dont la légitimité reposait sur la « nation » plutôt que sur le principe du droit divin) éveillait peu de sympathie dans la France rurale et conservatrice ; d'autre part, les groupes politiques soucieux de construire une société « démocratique » jugeaient trop timide cette concession libérale. En vérité, les maîtres orléanistes du pays prirent vite conscience des dangers de la subversion politique. Leurs fêtes se muèrent en célébrations solennelles et tempérées, où les autorités locales semblaient avant tout vouloir contenir la ferveur politique locale.
Au cours des années 1840, après le rapatriement des cendres de Napoléon en France, la Saint-Napoléon fut commémorée comme un symbole du principe de « nationalité » et de la mémoire révolutionnaire. 
En vérité, dans l’ensemble de la période 1815-1848, cet anniversaire avait été célébré par divers groupes et sympathisants bonapartistes dans toute la France – ils manifestaient leur attachement sentimental au souvenir de l'empereur, mais exprimaient aussi, parfois, par réaction, leur mécontentement à l'égard du pouvoir en place.
Le souvenir napoléonien, durant la première moitié du siècle, était donc un élément important de l'idiome politique et culturel de la nation. Il informait les identités collectives, offrait un cadre propice à la contestation sociale et aiguillonnait le bonapartisme en tant que force politique ; à bien des égards, les festivités du Second Empire reflétaient et marquaient l'ancrage profond de ces traditions politiques napoléoniennes. Une fois les bonapartistes revenus au pouvoir après 1851, les célébrations prirent également une autre dimension : elles incarnaient un ordre civique qui cherchait à définir les principes de citoyenneté sous le Second Empire et au début de la Troisième République. 

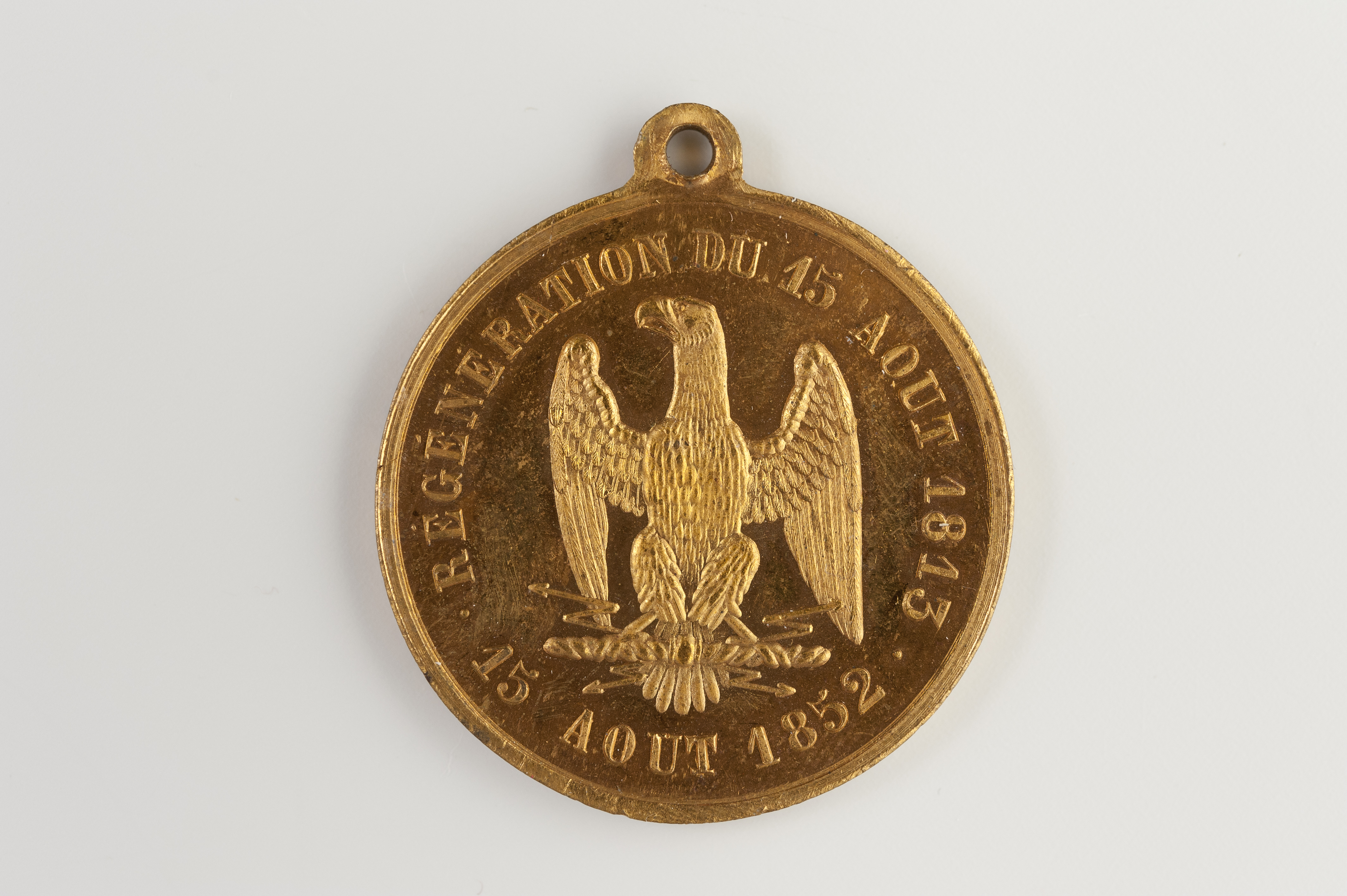
Médaille frappée à l’occasion de la « régénération du 15 août » : 1813-1852.

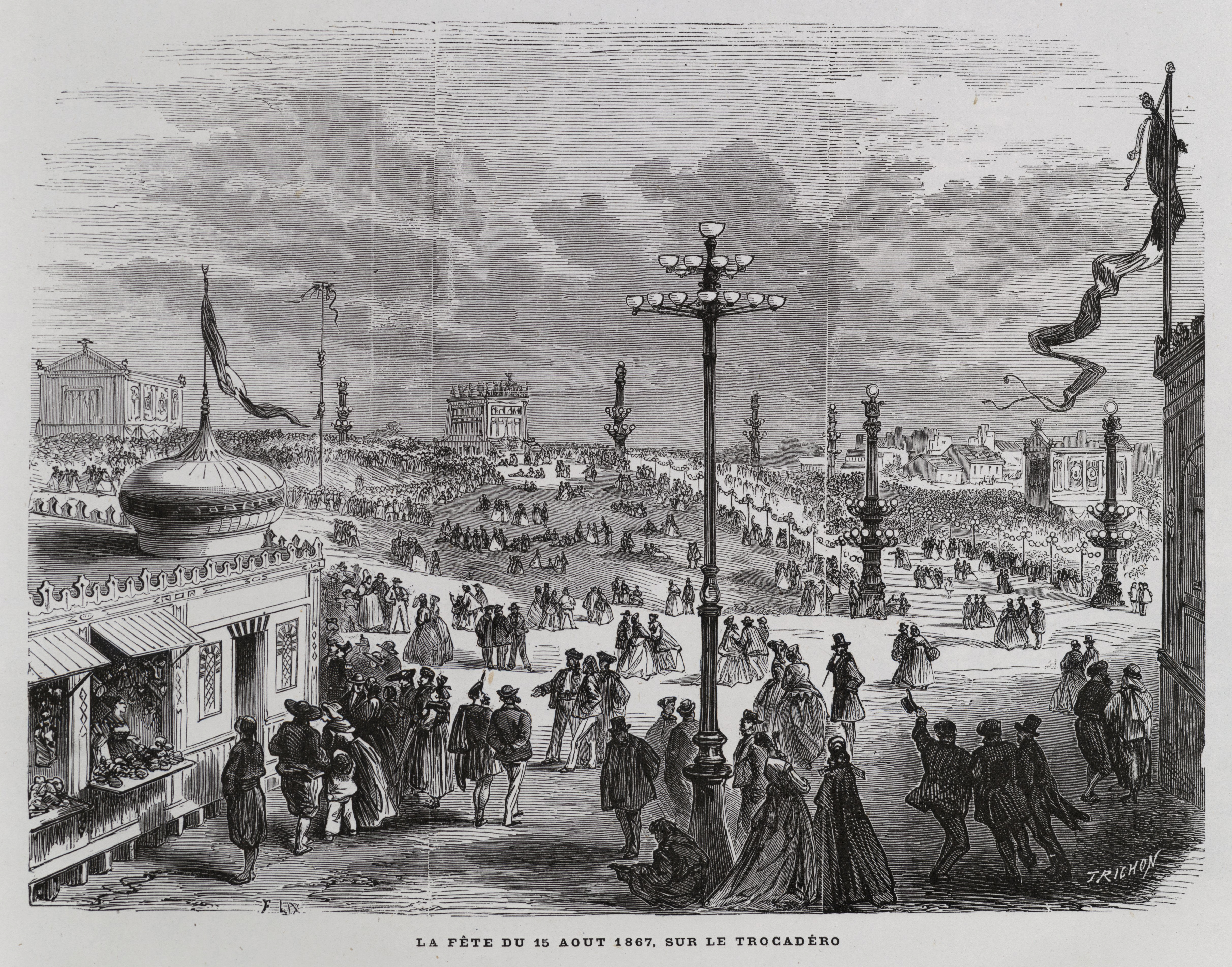
La fête du 15 août 1867 sur le Trocadéro, à Paris lors de l’exposition universelle de 1867.

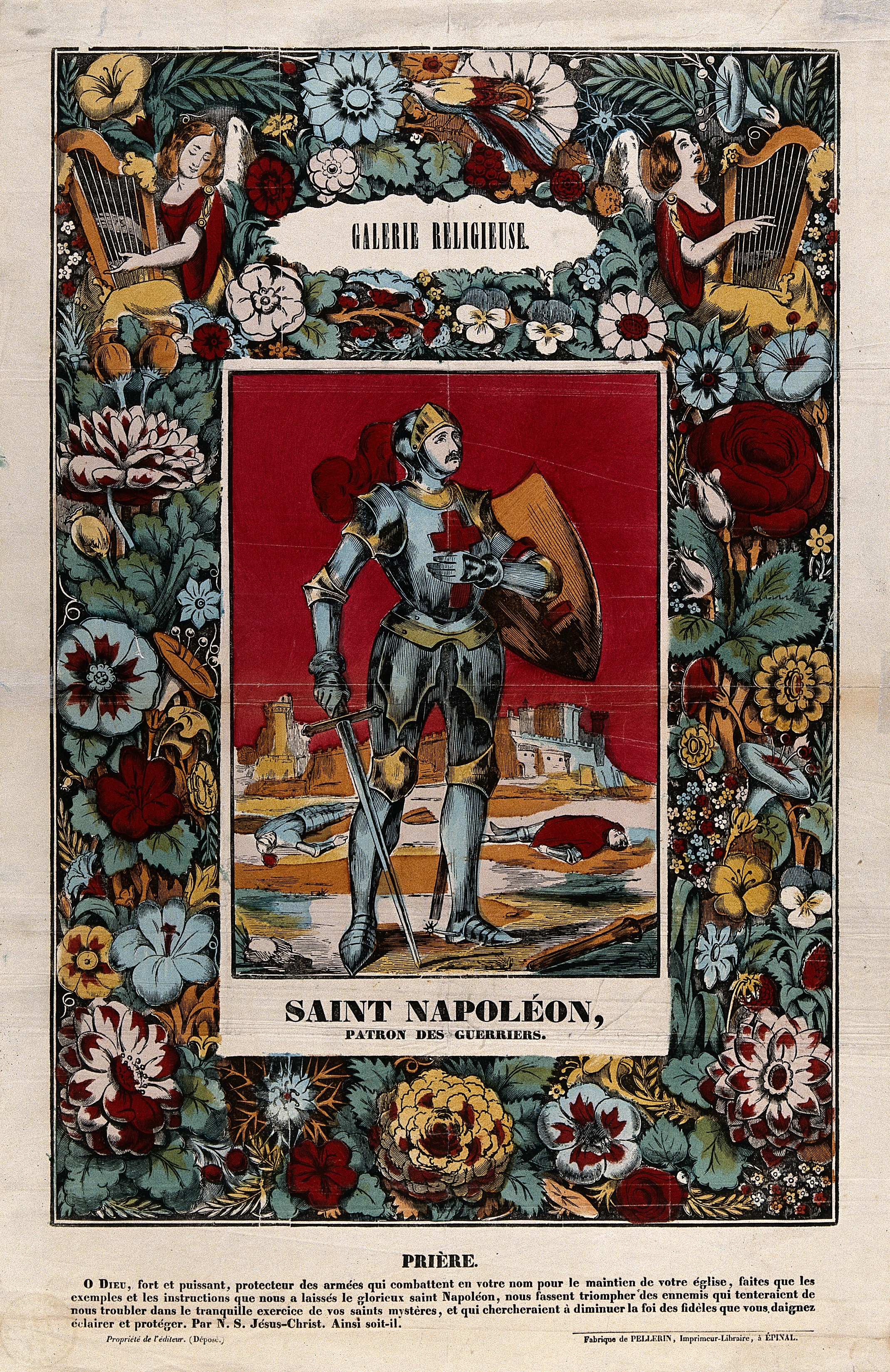
« Saint Napoléon, patron des guerriers » (image d’Épinal).

Napoléon III va instituer cette fête par le décret du 16 février 1852. La Saint-Napoléon entendait favoriser l'instauration d'un ordre civique radicalement différent, susceptible de « réunir tous les esprits dans le sentiment commun de la gloire nationale ».  Le choix de cette date fut la première d'une série de tentatives visant à « bonapartiser » consciemment le régime issu du coup d'État de décembre 1851,  processus qui culminerait dans la restauration de l'Empire à la fin de cette même année.
Dans chaque commune du pays, la fête commençait donc par la distribution d'aumônes aux pauvres, suivie par un Te Deum dans l'église locale auquel assistaient toutes les notabilités. Ensuite venait une revue militaire (autant que possible formée de soldats et d'officiers de l'armée régulière, voire de gardes nationaux ou de sapeurs-pompiers dans les communautés les plus modestes) et dans l'après-midi, des jeux et des divertissements publics. Les réjouissances connaissaient leur apogée dans la soirée avec des feux d'artifice (ou des feux de joie dans les communes pauvres) suivis de banquets pour les élites, de bals et de divertissements musicaux pour la population. 
De 1852 à 1869, dans le droit fil de la tradition établie par le Premier Empire, dix-huit célébrations officielles consécutives de cette fête eurent lieu dans toute la France. Il n'y eut aucune célébration en août 1870, la France étant en guerre avec la Prusse ; chaque commune fut invitée à célébrer des prières publiques pour le monarque et l'armée. 
Tout à la fois consensuelles et conflictuelles, ces célébrations posent des questions centrales sur l'interprétation sociale de la religiosité dans la France du XIXe siècle. La Saint-Napoléon fournit un point de vue idéal pour explorer le lien entre les identités religieuses et nationales puisqu'elle eut le double statut de festivité laïque aussi bien que catholique entre 1852 et 1870. 
Le conflit entre les autorités religieuses et civiles, au niveau local, était donc à bien des égards un conflit opposant deux institutions rivales, l'église et la mairie, qui chacune chassait sur les mêmes terres.
Après 1870 et jusqu'à nos jours il n'y a plus eu de célébration de la Saint-Napoléon, excepté à Ajaccio, lieu de naissance de Napoléon, où se produisent défilés napoléoniens et feux d'artifice. L'Église, de son côté, ne l'a jamais intégrée, en tant que telle, au Martyrologe romain, ayant toujours considéré que le prénom "Napoléon" reste, quant au fond, sans rapport avec celui de saint Néopolus, martyr durant la persécution de Dioclétien, au début du IVe siècle.